# Ilinca
Maria Ilinca Băcilă (født 18. august 1998) bedre kendt som Ilinca er en rumænsk og yodeler sanger som repræsenterede Rumænien sammen med Alex Florea ved Eurovision Song Contest 2017 med sangen "Yodel It!" de opnåede en 7. plads.